# 美女ランチ
『美女ランチ』（びじょランチ）は、インターネットテレビ局AbemaTVのAbemaSPECIALチャンネルで2016年4月12日から11月25日から配信され、2016年12月5日からAbemaSPECIAL2チャンネルで配信されたバラエティ番組。

## 番組概要
AbemaSPECIALチャンネル初の昼の帯番組。2016年4月12日に開始。月曜から金曜まで週替りで女性キャスターと称したタレントが登場し、前半の約30分は楽屋での食事風景を配信。後半約26分は着替え、ニュース原稿チェックを経て、CMを挟み最終3分は特設スタジオへ移動して「美女ニュース」と題しニュース原稿を読むコーナーとなる“グルメ×ニュース×リアリティショー”。なおニュース記事は朝日新聞デジタルから提供を受けている。
女性キャスターという名目であるが、出演者の多くはアイドルもしくはアイドル経験者であり、専業キャスターは出演したことがない。食事中やニュース記事確認中はタブレットを渡され、視聴者とのやり取りが可能。スタッフは漢字の読みやアクセントは指摘しないため、ここでのやりとりで修正することを促されていた。時間確認のためストップウォッチも渡される。ニュース原稿は3本用意されており、一定のスピードで読み、指示されている感想コメントも合わせて3分になるように調整されているが、特に初日は緊張による早口、舌のもつれ、原稿を飛ばすなどで時間を余らせることが多く、5日間でのアナウンス技術の成長を見守ることも視聴者の楽しみとなっていた。
番組自体は3分間の美女ニュース後も1分余らせるよう作っており、ADが駆け寄ったあと、成功を喜んだり、落ち込んだりする様子が確認できる。
2016年12月5日からAbemaSPECIAL2チャンネルへ移動。初週はフリーアナウンサーの肩書も持つタレントの谷亜沙子。
最終週はリベンジスペシャルとして配信され、12月19日、12月20日はもえのあずきが出演。時間制限により食べ残されることも多かったランチを番組最高額となる「ドミノピザ チーズンロール・シェフのクリスマススペシャルセット」などにグレードアップするも完食。以降12月21日、22日、23日の3日間はそれぞれ2度目の挑戦となる岡田サリオ、西岡葉月、まえだゆうが担当し最終回を迎えた。
週代わりではなかった回としてはほかに2016年7月18日週は日替わりスペシャルとして光浦靖子ら著名人が出演。8月29日週は井上咲楽が担当したが、中日である8月31日のみ夏休みスペシャルとして鈴木亜美、伊藤ゆみ、ゆしんの3人が出演している。

## 出演者
- 週替わり美女キャスター
- AD馬場ちゃん

## スタッフ
- 衣装協力：tocco closet
- 制作協力：JCTV[6]
- 制作著作：AbemaTV

## 主題歌
- 「オーケストラ」BiSH（2016年10月分エンディングテーマ）[7]
- 「Serendip」Miracle Vell Magic（2016年11月分エンディングテーマ）[8]